# Factor de estiramiento
El factor de estiramiento (es decir, la constante bilipschitz ) de un encaje mide el factor por el cual la incrustación distorsiona las distancias . Supongamos que un espacio métrico S está embedido en otro espacio métrico T por un mapa métrico, una función f uno a uno continua que preserva o reduce la distancia entre cada par de puntos. Entonces el encaje da lugar a dos nociones diferentes de distancia entre pares de puntos en S. Cualquier par de puntos (x,y) en S tiene una distancia intrínseca, la distancia de x a y en S, y una distancia extrínseca menor, dada por la distancia de f(x) a f(y) en T . El factor de estiramiento del par es la relación entre estas dos distancias, d(f(x),f(y))/d(x,y) . El factor de estiramiento de todo el mapeo es el supremo de los factores de extensión de todos los pares de puntos. El factor de estiramiento también ha sido llamado la distorsión  o dilatación del mapeo.
El factor de estiramiento es importante en la teoría de llaves geométricas, grafos con pesos que aproximan las distancias euclidianas entre un conjunto de puntos en el plano euclidiano . En este caso, la métrica incrustada S es un espacio métrico finito, cuyas distancias son las longitudes de camino más cortas en un gráfico, y la métrica T en la que S está incrustada es el plano euclidiano. Cuando el grafo y su encaje son fijos, pero los pesos de los bordes del grafo pueden variar, el factor de estiramiento se minimiza cuando los pesos son exactamente las distancias euclidianas entre los extremos de los bordes. La investigación en esta área se ha centrado en encontrar grafos dispersos para un conjunto de puntos dado que tienen un factor de estiramiento bajo.
El lema de Johnson-Lindenstrauss afirma que cualquier conjunto finito con n puntos en un espacio Euclídeo se puede incrustar en un espacio Euclídeo de dimensión O(log n) con distorsión 1 + ε, para cualquier constante ε > 0, donde el factor constante en la notación O depende de la elección de ε Este resultado, y los métodos relacionados para construir incrustaciones métricas de baja distorsión, son importantes en la teoría de los algoritmos de aproximación . Un problema abierto importante en esta área es la conjetura GNRS, que (si es cierta) caracterizaría las familias de grafos que tienen encajes de estiramiento acotado en espacios {\displaystyle \ell _{1}} como familias de grafos cerrados con respecto a tomar menores.
En la teoría de nudos, la distorsión de un nudo es una invariante de nudos, el factor de estiramiento mínimo de cualquier incrustación del nudo como una curva espacial en el espacio euclidiano . El investigador universitario John Pardon ganó el Premio Morgan 2012 por su investigación que demuestra que no existe un límite superior en la distorsión de los nudos toroidales, resolviendo un problema planteado originalmente por Mikhail Gromov .
En el estudio del flujo de acortamiento de curvas, en el que cada punto de una curva en el plano euclidiano se mueve perpendicularmente a la curva, con una velocidad proporcional a la curvatura local,Huisken (1998) demostró que el factor de estiramiento de cualquier curva suave cerrada simple (con distancias intrínsecas medidas por la longitud del arco) cambia monótonamente. Más específicamente, en cada par (x,y) que forma un máximo local del factor de extensión, el factor de extensión es estrictamente decreciente, excepto cuando la curva es un círculo. Esta propiedad se usó más tarde para simplificar la prueba del teorema de Gage-Hamilton-Grayson, según el cual cada curva suave cerrada simple permanece simple y suave hasta que colapsa en un punto, convergiendo en forma de círculo antes de hacerlo.